# Floks Arendsa
Floks Arendsa, płomyk Arendsa (Phlox arendsii hort.) – mieszaniec dwóch gatunków floksów: floksa kanadyjskiego (Phlox divaricata) i floksa wiechowatego (Phlox paniculata). Nazwa gatunku pochodzi od Georga Arendsa, który go wyhodował, mieszaniec ten ma pośrednie cechy obydwu gatunków od których pochodzi i jest uprawiany jako roślina ozdobna.

## Morfologia
PokrójBylina o wysokości 45–60 cm, liściach owalno-lancetowatych długości do 10 cm.

## Wybraneodmiany
- 'All in One' – o kwiatach kremowo-białych
- 'Baby Face' – o jasnoróżowych kwiatach z ciemniejszymi plamami
- 'Blue Elf' – o fioletowych kwiatach
- 'Ping Pong' – o różowych kwiatach z ciemnorożowymi plamkami w głębi korony